# Вернаму
Вернаму (на шведски: Värnamo) е град в южна Швеция, лен Йоншьопинг. Главен административен център на едноименната община Вернаму. Разположен е около река Лаган. Намира се на около 340 km на югозапад от столицата Стокхолм и на 108 km на юг от Йоншьопинг. Първите сведения за града датират от 13 век. Получава статут на търговски град (на шведски шьопинг) през 1659 г. ЖП възел. Населението на града е 18 696 жители според данни от преброяването през 2010 г.